# أنور سلمان
 أنور سلمان (1938 – 2016) شاعر لبناني معاصر.  ولد في «الرمليَّة» القرية الريفيَّة الخضراء، المجاورة لعروس مصايف لبنان «عاليه»... تلك المدينة التي انتقل إليها ليُكمل في جامعتها الوطنية دراستهُ، حيث في المرحلة الثانوية، كان الأديب مارون عبوّد أستاذا له في اللغة العربية وآدابها. وكان يتابع باهتمام تنامي الموهبة الشعريَّة لدى الطالب أنور سلمان، إلى أن تخرَّج من تلك المدرسة نهاية عام 1956، حاملاً مع شهادته المدرسيَّة جائزة مارون عبُّود للشعر، والتي ربّما كانت حافزاً له عميقُ الأثر في مسيرته كشاعر.

## النشأة في التعليم والعمل الأدبي
عملَ أنور سلمان في التعليم، مُتنقِّلاً بين مدارسَ عدّة كانت أولاها الجامعة الوطنيَّة في «عاليه»، إذ خرجَ منها تلميذاً ليعود إليها مُعلماً، ويُصدر في أثناء عمله فيها مجموعته الشعرية الأولى «إليها» - 1959 – عن دار مكتبة الحياة في بيروت. 
والتي قدَّم لها يومذاك الأديب المعروف نسيم نصر. وممَّا جاءَ في كلامه: في قصائد هذه المجموعة: «رأيت أنور سلمان شاعراً يمضي مع الأطياب على شفقٍ من لا تَشوبهُ غيمومة ولا تنتابهُ غيبوبة.
في صفاء أبياته الشعريَّة شفافة نسيج، وسُهولةٌ أسلوب على هَدْىٍ من رهافةِ الذوق وسجيَّة النغم... ما يجعل من قصائدهِ عرائس مجلوّة خلعَ عليها من عفاف القريـة وزينة الطبيعة فايرفعها إلى سماوة الفن، الذي لا بُدَّ لك من أن تحبّه لنبضِهِ بالحياة، وحِرْصهِ على المشاركة الفنيَّة التي أهّلتهُ للمضيِّ مع الأطياب:
	نَمْضي... فَصمت الليلِ مجلسُنا،
	وسريرُنا الريحانُ والعَبقُ.
	ضجَّ البنفسجُ فوقَ خَيْمتنا
	وغفا على أحضاننا الشَّفق
	إلى أن يُنْهي:
	حتَّى إذ اطلَعَ الصباحُ بِنا،
	أو أقفرَتْ من أمْسِنا الحدَقُ
	عُدنا... فلا في الصُّبح موعدُنا،
	والرَّوضُ لا زهرٌ ولا وَرقُ!»
من مجموعة«إليها»- 
يوم صُدور تلك المجموعة كان في الحادية والعشرين من عمره، لاقت قصائده فيها إعجاباً واستِحْساناً... ما وَفَّرَ له على الأثر الانضمام إلى حلقة «الثريّا» الأدبيَّة المعروفة، في ذلك الوقت والتي كان من أعضائها: الشاعر جورج غانم، والشاعر ريمون عازار، والشاعر شوقي أبي شقرا، والأديب إدمون رزق (الوزير الأسبق) وآخرون.
بضعة سنوات مرَّت، وانتقلَ أنور من التعليم إلى العمل في مؤسسة إنتاج فنِّي إذاعي تعُنْى بتزويد الإذاعات العربيَّة بما تطلبه من تسجيلات غنائية، وبرامج ثقافيّة واجتماعيّة... ما جعلهُ هناك يَهْتَمّ بكتابة قصيدة الأغنية، ويعيش أجواء الفنّ الحافلة بالأضواء، ليتعرَّف من خلالها إلى صحْبٍ ورفاق، من بينهم شعراء وفنانون وإعلاميون... خصوصاً وأنَّ إذاعة لبنان كانت قد صنَّفتهُ شاعراً من الدرجة الأولى وله إلى الآن فيها وفي غيرها من الإذاعات العدد الوفير من القصائد المُغنَّاة، وبَعضها حائز على جوائز وشهادات تقدير منها:
	جائزة أجمل أغنية عربيَّة، في مهرجان قرطاج 1994 وجائزة أجمل أغنية عربية، في مهرجان القاهرة الدولي 1997. ودرع مهرجان الروَّاد العرب، برعاية جامعة الدول العربية في القاهرة 1999.

## العمـل فـي الصحافـة والإعـلام
المعروف عن أنور سلمان أنَّهُ مزاجيّ الطَّبع، متقلّب الأهواء والميُول، لا يطيق الثبَّات في موقع واحد، أو الالتزام بوظيفةٍ ما. فما أن دخلَ عالم الصحافة مديراً لتحرير مجلَّة «مشوار» الفنيَّة حتى انتقل إلى العمل في وزارة الإعلام، ثمَّ في وزارة الثقافة، ليستمر هناكُ مستشاراً لمديريَّة شؤون السينما والمسرح والمعارض.
وخلال تلك المرحلة عاد يتابع مسيرته الشعريَّة، ويجمع قصائده من الدَّفاتر والأدراج ، ليُصدر عام 1995 ديوانه الشعري «بطاقات ملوّنة لزمن بلا أعياد» عن دار الآداب – بيروت، فينتخب عام 1997 عُضواً في الهيئة الإدارية لإتّحاد الكتاب اللّبنانيين الذي كان من أوائل المنتسبين إليه في الأعوام الأولى من تأسيسه. ثمّ يُعاد انتخابه لأربع دورات متتالية. كما يُدرج اسمه لاحقاً بين «شعراء العرب المعاصرين» في معجم عبد العزيز البابطين – الطبعة الثانية. وفي «ديوان الشعر اللبناني المعاصر» الذي جُمع بإشراف منظمَّة اليونيسكو وصدر عن دار الفارابي 2008. كما في «معجم المؤلفيِّن» الصادر عن مؤسسة نوفل للنشر 1999.

## إضـاءات علـى شعـره
الشاعر أنور سلمان، وإن كان لا تغريه أضواء الشهرة، فقد اعتُبر شاعراً مميَّزاً في ماكتبهُ من قصائد كان لها موقعها المتألِّق في المهرجانات والمحافل التي شارك فيها، وهي كثيرة إن كان في لبنان أو العالم العربي. 
فهو الملتزَمَ بالقصيدة التي تجمع بين الأصالة والحداثة وجماليَّة الأسلوب التي تُماشي العصر شكلاً ومضموناً.
نقرأ له في إحدى مقابلاته لجريدة «السياسة» الكويتية ما يلي:
«كلَّ محاولة تدَّعي الشَعر، خارج التفعيلة والوزن، هي ليست شعراً، فلا شعر بلا موسيقى... مهما توهَّم أصحاب هذه التجربة التي لن يكتب لها النجاح ولو بعد مئات السنين»!
وبشيء من السخرية نَراه يُنهي قصيدته «هاوية» في ديوانه «القصيدة امرأة مستحيلة»، قائلاً في مثل هذا الشِّعر:
	«أطلَّ علينا وبسحر بيانٍ
	إليهِ المعاني مشَتْ حافيَهْ.
	حسبناهُ شُعلة فكرٍ مُضيءِ
	سَنبني بها نهضةً ثانيةْ.
	فَسِرْنا صُعوداً إلى قمَّةٍ،
	ولكن وصَلنْا إلى هاويَةْ»!
لكنَّ البعض، في سياق الحديث عنه كشاعر، يرى أنَّهُ متأثرّر بنزار قباني. ويبرَّر الشاعر محمد علي شمس الدين رأيه هذا في ندوةٍ حول ديوان أنور «بطاقات ملوّنة لزمن بلا عياد» بقوله في كلمته للمناسبة: «نزار أكبر سناً من أنورإذن أنور متأثر بنزار». 
علماً أنَّ أنور لا يُنكر صداقتهُ وإعجابه بشعر نزار، لكنَّهُ يرى أنَّه ما من شاعر لم يتأثّر بأحدٍ ممَّن تركوا قبله بَصماتٍ إبداعيّة فيها ما يشبه رُؤيتَهُ إلى القصيدة ويصاحب أسلوبه في صناعتها الجماليَّة. كذلك الدكتور جورج جحا في مقالتهٍ لوكالة «رويتر» 2004 لهُ رأيٌ بهذا المعنى يقول فيه: «يواجه القارئ في شعر أنور سلمان التُّراث الشعريّ الذي يُراوح بين كلاسيكيَّة ناعمة، وتحرُّر وحداثة لا تشوبهما هَجْنة، ويحفل بأسماء كبيرة أَسْهَمتْ فيه بأشكال متباينة ومن زوايا مختلفة. ومنهم الأخوان رحباني، نزار قباني، سعيد عقل، وبلند الحيدري، وغيرهم. وهذا يعني أن أنور تأثَّر بمَدْرسَة ينتمي إليها عددٌ من الشعراء، ولم يتأثر بشاعر واحد. وهذا في رأينا أقرب إلى الحقيقة.
يبقى أن لا يغيب عنَّا أنَّ لهذا الشاعر مُعْجَبين ومُعجبات كُثر، خصوصاً بعدما انتشرت قصائدهُ المُغنَّاة  التي نالت شهرة وحصدت جوائز. كما أنَّه وإن كانَ مُقِلاً في نتاجه الشعري، فهو يُعوِّض عن ذلك بالأناقة التي تتميَّز بها قصيدته، وبأسلوبه المُمتنع الذي يواكب صًوَرها ومعانيها. 
يقول عنه الدكتور ميشال كعدي في جريدة الانوار; أنور سلمان شاعرٌ زميّت يترك الفُتات وَلَمْعَ بقايا الذَّهب على مائدته، وفي جُمْع كِفّهِ عُقود الدُّر، وقد حرَّكتهُ نفسٌ غَنيَّة المنازع والأهداف. 
إنَّه كمن يُعتِّق في الأَقبية المُسنَّة ما طابَ لهُ من عصير العنَب ورشخْ الدِّنان».
وقبل أن نتوقَّف عند أيٍّ من هذه الأحكام، لا بُدَّ من التَّنويه بالتطوُّر الذي يأخذ لدى الشاعر، في رُؤْيته وأسلوبه، منحىً زمنيَّاً واضحاً خصوصاً في كتاباته عن المرأة.
فهو بعد أن كان في مجموعته الأولى «إليها» يُغنّي فيها الحبيبة، والموعد الأوّل، وحكايات الحبّ التي تُوزّع الأحلام على دروب المساء وفي ضوء القمر... دون أن تتعدَّى رُؤاه حدود ذلك الجبل الأخضر موطن الشاعر في تلك المرحلة، لكأنَّ الدنيا كلّها ستنتهي هناك لو انتهت حكايات ذلك الحبّ! كما يقول:
«ونحن حكاية حُبٍّ
تموتُ، ويفنى الجمالُ!»
بينما، في مراحل لاحقة، نَرى أنَّ المرأة لم تعد لديه حكاية الحب الجميلة وأغنية الموعد الأخضر، بل صارت في رُؤْيتهِ إلى القصيدة أجمل ما أَبدعَتْهُ «قراءةٌ شعريَّة لسفر التكوين» التي يقول فيها:
	«في سِفْرِ الأسفارْ
	جاء بأنَّ الله السَّاكن خلف الزُّرْقةِ والأحلامْ،
	قد أبدعَ هذا الكون الحافل بالأسرارْ
	في سبعةِ أيَّامْ
	وتقولُ الأشعارْ:
	إنَّ يدَ الفنَّان الخالِقْ
	فرغَتْ من تشكيل روائع هذا الكونِ البدعَهْ
	في بعض دقائقْ.
	وليملأ هذا الفردوسَ الفَرحُ، الحبُّ، الرَّسْمُ، الشِّعْرُ، وتسْكنُ فيه الرَّوعةْ...
	خلقَ الله المرأة
	في باقي الأيّام السَّبْعَةْ»!
من «بطاقات ملوَّنة»
كما صارَ الوطنُ في شعرهِ أُغنيةً للبُطولة في «عرس النُّجوم الخضر»:
«مُرُّوا نجوماً بليل الشّعر، وانْسكِبوا
قصائداً لم تُخَبِّئْ مثلها الكتبُ.
وإنْ بلادٌ لنا ضاعت مَلامحُها،
أَنتمْ لها الجبهةُ السَّمراءُ والهدُبُ.
أنتم لها سحُبٌ، والأرض قد يَبَستْ،
وليسُ يمطرُ إلاَّ الغيمُ والسُّحُبُ.
أنتم على صدرها وردٌ وأوسمةٌ...
فَلسَترحْ تت حَفْقِ الرايَّةِ النّصبُ.
من قالَ قاماتكم لم ترتفع شُعَلاً...
هل غيرُ هاماتكُم في ليلنا شهُبُ؟
من قال أَصوْاتكُمْ لم تنكتِبْ عبراً،
ولم يرصِّعْ بها أوراقَهُ الأدَبُ»!
- من «بطاقات ملوَّنة»
ويتابع الشاعر قصيدته بأجمل وأسمى التعابير في مخاطبة مَنْ ضَحّوا بالغالي والنفيس لوَطنهم، وكأنَّهُ أراد أن يُعطي، لمن يَنْشدون الحريَّة في هذا العالم، أُمثولة للفداء... من خلال ما تضمَّنه النَّصُ الشعري من معاني وصور حملتها إلينا لُغَةٌ راقية في بلاغتها وسحر بيانها.
أيضاً بمثل هذا الحُب للوَطن، تألَّق الشاعر سلمان في قصيدته «الجرح المسافر» التي كتبها في زمَنِ الحرب الأهلية، فعبَّر فيها عن الحزن والتبرُّم من ذلك الواقع المرير، إذ يقول:
«مُبحْرٌ، 
	وجهي شراعٌ في الزَّمنْ.
	وإلى فجرٍ بعيد يحملُ الغيمُ الرَّماديُّ المسافةْ.
	وعلى حبَّةِ رَمْلٍ...
	قالتِ الأمواجُ... مكتوبان عمري والخُرافَهْ.
	وأنا أحملُ جرحاً نازفاً.
	كانَ اسْمُهُ يوماً وطَنْ!
متابعاً وهو يغالب يأسهُ وشعوره بالهزيمة
«يا بلادي، أنتِ يا أغُنيَّة الحُبِّ، ويا أُغنيَّة الحربِ، ويا صَمْتَ الحضاراتِ القديَمهُ.
زَمناً علَّمتنا كيف نُغنِّي وجهكِ المرسومَ بالشمس، وبالفتحِ، وبالنصِّرِ، وَلكنّا نَسيناها جميعاً... يومَ مارسْنّا التَّغنِّي بالجريمةْ. فمشينا دون أن ندري إلى عصر الهزيَمهْ»:
- من «بطاقات ملوَّنة»
بمثل هذه الرُّؤي وغيرها في قصائد أخرى من دواوينه يتَناهى إلينا حبّ الشاعر سلمان للسَّفر، فهو يذكر البحر والأشرعة والمرافئ، ويوغل كثيراً في ما تعنيه لَهُ تلك المشاهد وما تحمل إلى خيالهِ من أبعاد وصور شعريَّة.
ربَّما كان من أسباب ذلك كون أبنائه الثلاثة مسافرين ويعَملون في أوروبا، وهو يزورهم ويقيم معهم من حين غلى آخر:
لكنّ ردَّهُ الشعري يأتي في هذه الأبيات:
	«أَهديتُ عشاق الجمّال قصائدي،
	ورسمتُ أفكاري على النَّغماتِ.
	ورميْتُ أَشرعتي على بحر الهَوى،
	وزرعتُ في جُزُرٍ نأَتْ راياتي
	فوجدتُ أن الحُلْمَ كان جزيرتي،
	وبأنَّ ذاكّ البحر كانَ دواتي»!
- من «أبحث في عينيكِ عن وطن» 
كما يأتي في قصيدة أخرى:
	«مُتفتِّحٌ جفني على حُلمٍُ،
	فتلَفُّني هذا المدى الأزرقْ.
	من مَشْرقِ الدُّنيا لمَغْربها،
	لي فيه أشرعةٌ ولي زَورقْ
	لكأنّني، ورؤاي بَتْعدُ بي،
	سفَرٌ إلى بوابةِ المُطْلقْ.
	فإذا رجعت، ففي يدَي أفُقٌ،
	وإذا انتهيت ففي الرُّؤى أغرقْ»!
- من «بطاقات ملوَّنة» 
مع هذه الإضاءات، نَخْلُص إلى أنَّ أنور سلمان هُوَ في قصيدته للوطن، يقرعُ أجراسَهُ للأبطال تحيَّةً للتضَّحيات، وفي قصيدته للمرأة، يحملُ من ذَوْبَ ورُودهِ إليها العطور كلَّما طاب لهُ أن يَطبع شِعْرَهُ لها لهيباً على الورق:
	«ذوَّبْتَ ورد الشِّعر في أكوابي،
	وحملتهُ عطراً إلى الأَحبْابِ.
	كم غيَّرتْ كُتبٌ مَفاهيمَ الهوى،
	وأنا كتابُ الحُبِّ ظلِّ كتابي»!
وكأَنِّي به، في رحلته التي بدأّها منذُ خمسينَ عاماً، مازال علي أشرعته الخضراء يرسمُ الحُلّمَ ولم يتعَبْ! أليس هو القائل:
	«عندما تُبحرُ في الرُّؤيا إلى دُنيا بعيدهْ...
	باحثاً عن زمنٍ ثَرسْمُهُ أحلامُ شاعِرْ،
	لا تَكُنْ ضيفاً على بيت القصيدةْ،
	مَرْفأ الأَحْلامِ أن تَبْقَى المُسافِرْ»!
- من «القصيدة امرأة مستحيلة»

## آراء وتعليقـات
الشاعر جوزف حرب يقول:
«نحنُ نقرأ، أنور سلمان يُغنّي.
وفي شعرنا وزن،
وفي شعره مقامْ.
قصائدنا كتابة،
وقصائدهُ تقاسيم!
ونحنُ مع الكلمة الخطَّاط، وهو معها العازف.
في غنائيَّة الشعر العربي
مدرسة اسمها المدرسة الشاميَّة.
من أعلامها البحتري، وديك الجنّ، ونزار قباني.
في هذه المدرسة،
أنور سلمان صاحب كُرسيّ»
- من كلمة على كتابه «القصيدة امرأة مستحيلة»
ويقول الشاعر غسّان مطر:
الشعر في يد أنور سلمان ليسَ الفوضى والعَبث كما هو عند مغول الشعر المولعين، باسم الحداثة، بتدمير اللغة والتراث والأصول، وبالاغتيال والهذيان والفراغ. الشعر لديه هو لغة الناس البهية العذراء التي تُبقى على جسر التلاقي بين الثقافات والمعارف والفنون. وهو بهذا المعنى شاعرٌ حديثٌ بامتياز!»
أمّا زميلهُ في حلقة «الثريا» الوزير الأسبق إدمون رزق، فيقول:
«صديقي أنور معتَّقٌ في دنِّ الوحي، مُتجذِّر في الجبل، خاضَ تجاربَ العُمر، وشادَ الكلمات عمارات... اغنياتٍ تُطرب، وأنا شيد تُلهب. أحبَّ وأنجب.... معهُ حياة الزوجة الوفيَّة، ولَهما ربيع، ويَسار، ونشأت، وفي عليّين إيهاب، وبطاقات تلوّن الزّمن أفراحاً واعياداً. فما أجمل أن يعشق الشاعر حسان الدُّنيا في امرأةٍ «يبحث في عينيها عن وطن» وتَسْمُو في حُبّها له على كلِّ النساء. ألم أقُلْ لكم إنَّهُ الشاعر الذي يوم أطلَّ علينا في حلقة «الثريّا»، هلَّ واكتمل»!
- من كلمة في مناسبة توقيع كتاب للشاعر في قصر الأونيسكو» بيروت 2004
ومن كلمة للشاعر باسم عبّاس في ندوةٍ عن إحدى المجموعات الشعرية لأنور سلمان:
«المبدع يظلُّ دائماً مُنحازاً إلى الحقيقة، لكنَّهُ يُلبْسُها ثوباً خيوطه من نور يمنح الغمام اجنحة كي يكتب المطر، والعصافير مناقير كي تكتب علي دفتر التِّين، والربيع ندى الصباحات كي يُطلعَ الورود. الشّعر وحدهُ يتوغّلُ في غابات الكلام. فمرَّة يقطف ضمَّة من قبل، ومرَّة باقة من أسئلة.
إلى مثل هذه الحدائق المُسربلة برُؤى الجمال، يحملنا الشاعر أنور سلمان... كلّما أطلَّ علينا بنتاجٍ لهُ جديد»! 
الشاعر شوقي بزيع – في الملحق الثقافي لجريدة «النهار»، عام 1995 كتب ما جاء فيه:
«الشاعر أنور سلمان، بالمعنى الكلاسيكي، شاعر ذو موهبة عالية وطبع لا غبار عل بداهته وقوَّة مِراسه. وهذا الشاعر المتمكّن يستطيع أن يكتب في ما يشاء من الموضوعات بلغة رشيقة ومُنمنمة، وببراعة الخبير العارف، ورهافةِ الموسيقى الذي تُصيخ أذْنَهُ الداخليّة إلى أدَقّ ما في المفردات من أسرار التجّاور والاحتكاك النغمي، وتوازنات التأليف الشّعري المشغول بعناية... انطلاقاً من رغبتهِ في التشبُّث بجمالية القصيدة وحُسن هَندستها.
ومن هُنا نراه متبرّماً من إدعياء الحداثة الذين يُنكرون للِغتهم الشعريّة أصالة تراثها السابق».
أمَّا الشاعرجورج جرداق، فكتب في صفحته في مجلَّة الشبكة، بعد لقاء كان قد جمعه بالشاعر في إحدى المناسبات عام 1991 ما يلي:
«أمَّا المفاجأة بالنسبة لي، فقد كانت في ما سمعناهُ في هذه المناسبة من شعر أنور سلمان. وأنور صديقي من زمان، وأنا أعرف أنّه شاعر، ولكنّني كنت أجهل أنّ في حقيبته قصائد بهذا العُمق وهذا الجمال، وهذه القدرة في الصناعة، ممَّا لا يُدانيه فيه أحد من شعرائنا المعروفين»! 

## الإصـدارات
«إليها» - دار مكتبة الحياة 1959
«سمَّيته الملك الآتي» - تسجيل صوتي 1986
«بطاقات ملوَّنة لزمن بلا أعياد» دار الآداب 1995.
«أبحث في عينيك عن وطن» دار الآداب 2004.
«حبك ليس طريقي إلى السماء» تسجيل صوتي مُدمَّج مع موسيقى 2004.
«القصيدة امرأة مستحيلة» دار الفارابي 2008.
«مرايا لاحلام هاربة» 2016.
برامج أدبيَّة واجتماعية مسجًّلة إذاعياً منها:
«مشوار بعد الغروب» و«أشرعةٌ بلا مرافئ» و «أوراق من دفتر الليل».

## [33]المراجع
1. ↑  نبذة عن حياة أنـور سلمـان,معجم البابطين للشعراء العرب المعاصرين الطبعة الثالثة نسخة محفوظة 04 يناير 2017 على موقع واي باك مشين.
2. ↑  السيرة الذاتية  للشاعر انورسلمان نسخة محفوظة 03 مارس 2018 على موقع واي باك مشين.
3. ↑  إليها  -  دار مكتبة الحياة  - 1959 نسخة محفوظة 22 أبريل 2017 على موقع واي باك مشين.
4. ↑  ملحق النهار و نستولوجيا لبنانية من ستينات القرن الماضي  حلقة  الثريّا-"المحضر المئة" -1961 نسخة محفوظة 04 مارس 2016 على موقع واي باك مشين.
5. ↑  الثريّا»... سنوات من الإشعاع الفكريّ في توثيقيّ تليق به الصفحات نسخة محفوظة 03 مارس 2018 على موقع واي باك مشين.
6. ↑  النهضة الأدبية في لبنان نسخة محفوظة 26 أبريل 2020 على موقع واي باك مشين.
7. ↑  الموسوعة العالمية للشعر العربي أنور سلمان نسخة محفوظة 09 أغسطس 2017 على موقع واي باك مشين.
8. ↑  التميز في إهداء الكتب  -جريدة الرياض -   2011/11/15 نسخة محفوظة 22 يناير 2012 على موقع واي باك مشين.
9. ↑  «ديوان الشعر اللبناني المعاصر»- تقديم: حمزة عبود ,   دار الفارابي ,  2008 نسخة محفوظة 03 مارس 2018 على موقع واي باك مشين.
10. ↑  معجم المؤلفين في الشوف والمتنين وقضاء عاليه- مؤسسة نوفل-1999 نسخة محفوظة 02 مارس 2018 على موقع واي باك مشين.
11. ↑  "الخوري في تكرم سلمان : نعتز بالمميزين اللبنانيين وهمنا في وزارة الثقافة ان نعلًي من شأن المثقفين | الأخبار | وزارة الثقافة". وزارة الثقافة. مؤرشف من الأصل في 2018-12-10. اطلع عليه بتاريخ 2018-03-02.
12. ↑  الجديد، بيروت - العربي. "أنور سلمان.. رحيل شاعر الأغنيات". alaraby. مؤرشف من الأصل في 2016-05-01. اطلع عليه بتاريخ 2018-03-02.
13. ↑  موسى, د. منيف (27 Feb 2018). "أنور سلمان: قصيدة كسرها القَدَر". Mustaqbal (بالإنجليزية البريطانية). Archived from the original on 2018-03-03. Retrieved 2018-03-02.
14. ↑  "المستحيل الجماليّ في كتاب «القصيدة امرأةٌ مستحيلة» للشاعر أنور سلمان | alhasad". alhasad.co.uk. مؤرشف من الأصل في 2018-06-19. اطلع عليه بتاريخ 2018-03-02.
15. ↑  جريدة السياسة الكويتية  ,Jan 24-2009 page 25 نسخة محفوظة 03 مارس 2018 على موقع واي باك مشين.
16. ↑  جريدة الأنوار 95/10/02 نسخة محفوظة 22 أبريل 2017 على موقع واي باك مشين.
17. ↑  جريدة  الرياض لاحد 11 ربيع الثاني 1425العدد 13127 السنة 40 نسخة محفوظة 04 مارس 2016 على موقع واي باك مشين.
18. ↑  ارشيف الصحافة انور سلمان نسخة محفوظة 03 مارس 2018 على موقع واي باك مشين.
19. ↑  جريدة السفير 94/08/06 نسخة محفوظة 03 مارس 2018 على موقع واي باك مشين.
20. ↑  مختارات من شعر  أنور سلمان - FACEBOOK  على فيسبوك.
21. ↑  "Alanwar newspaper". Alanwar. مؤرشف من الأصل في 2018-03-03. اطلع عليه بتاريخ 2018-03-02.
22. ↑  بطاقات ملونة لزمن بلا اعياد ـ دار الآداب ، 1995. نسخة محفوظة 03 مارس 2018 على موقع واي باك مشين.
23. ↑  تحية الى أنور سلمان -اتحاد الكتّاب اللبنانينسخة محفوظة 01 2يناير9 على موقع واي باك مشين.
24. ↑  ابحث في عينيك عن وطن ،  دار الآداب  2004 نسخة محفوظة 9 يناير 2020 على موقع واي باك مشين.
25. ↑  جريدة "النهار"، 10/10/2004، العدد 22104 نسخة محفوظة 22 أبريل 2017 على موقع واي باك مشين.
26. ↑  القصيدة امرأة مستحيلة ، دار الفارابي,2008 نسخة محفوظة 9 يناير 2020 على موقع واي باك مشين.
27. ↑  توقيع كتاب الشاعر انور سلمان «أبحث في عينيك عن وطن في قصر الأونيسكو بيروت 2004 نسخة محفوظة 22 أبريل 2017 على موقع واي باك مشين.
28. ↑  جريدة نداء الوطن 95/09/30 نسخة محفوظة 03 مارس 2018 على موقع واي باك مشين.
29. ↑  الملحق الثقافي لجريدة «النهار» 1995 نسخة محفوظة 03 مارس 2018 على موقع واي باك مشين.
30. ↑  جورج جرداق ـ الشبكة 1991 [وصلة مكسورة] نسخة محفوظة 05 مارس 2016 على موقع واي باك مشين.
31. ↑  «حبك ليس طريقي إلى السماء» CD صوت بيروت نسخة محفوظة 22 أبريل 2017 على موقع واي باك مشين.
32. ↑  مرايا لاحلام هاربة ،  دار نلسن للنشر"  2016 نسخة محفوظة 25 مارس 2017 على موقع واي باك مشين.
33. ↑  "قالوا عن ان ور سلمان". www.anwarsalman.com. مؤرشف من الأصل في 2018-03-03. اطلع عليه بتاريخ 2018-03-02.

## وصلات خارجية
- موقع الشاعر أنور سلمان.
- أنور سلمان facebook.
- حديقة الشاعر أنور سلمان التذكارية